# 伊予鉄道DB-1形ディーゼル機関車
伊予鉄道DB-1形ディーゼル機関車（いよてつどうDB-1がたディーゼルきかんしゃ）は、伊予鉄道に在籍したディーゼル機関車の1形式である。
ここでは蒸気機関車からの部品流用により製造されたDB-1と、完全新造によるDB-2 - 8をあわせて取り扱う。

## 概要
1950年代初頭、伊予鉄道は同業他社と同様、第二次世界大戦後の燃料費高騰で運行が困難となり、かつ製造後60年以上を経過し老朽化が目立ち始めた開業以来の蒸気機関車群の代替が急務となりつつあった。
このため同社は、将来に渡って大きな輸送需要が見込まれた郡中線について1950年に全線電化工事を実施した。残る横河原・森松の両線については当時、輸送需要が電化するほどの規模ではなく、費用対効果の観点で問題が大きかったことから、しばらくはそのまま蒸気動力での運行が続けられた。
もっともこの状態は経営上放置できる性質のものではなく、また1950年に燃料統制がようやく解除され、ディーゼル燃料となる軽油を妥当な価格で入手可能となったことから、ほどなく横河原線および森松線の内燃動力への転換が計画された。
そこでまず、当時同社松山市内線の車両製造・改修工事を担当していた大阪の広瀬車両の仲介で、同じく大阪の森製作所に既存蒸気機関車（甲2形6）の部品を流用する9t級B型ディーゼル機関車が発注され、DB-1として1953年4月に竣工した。伊予鉄道としては初のディーゼル機関車であり、来るべき量産車のためのデータ収集を目的とした先行試作車とも言うべき車両である。
このDB-1はその後約半年間に渡って燃費や修繕費を含めた徹底的な性能試験を実施され、ここで好成績をおさめた。こうして、伊予鉄道は横河原・森松の両線について、ディーゼル機関車6両の新造によって既存の蒸気機関車を代替し、全面的に内燃動力化することを決定した。
この決定を受けて、1953年末から1954年初頭にかけて新三菱重工業三原製作所でL形の9t級B型機であるDB-2 - 7の6両が順次製造され、更に1954年8月には同型の増備車であるDB-8が竣工し、蒸気機関車の全廃が実現した。

## DB-1
前述の通り、森製作所で蒸気機関車の部品流用で製造された伊予鉄道初のディーゼル機関車である。だが、構造の相違に起因する取扱の相違が問題となったためか、1954年6月に新三菱重工業三原製作所で機関換装や車体の作り直しなどの大改造が実施され、DB-2 - 8とほぼ同仕様とされた。

### 車体
新製段階では当時の森製作所製蒸気機関車改造ディーゼル機関車の典型例というべき凸形の角張った車体を備えていた。
運転台は妻面の扉から出入りする森製作所の標準設計であった。
台枠は廃車となった6から流用したとされるが、種車が元来軽便鉄道用で動軸の固定軸距が1,100mmと極端に短くディーゼル機関車化にあたり1,800mmに軸距が拡大されたことや、元来ウェルタンクを備えていたことなどから、台枠に関しては部材の組み替え等で全面的な作り直しが実施されたものと見られている。
大改造後はDB-2 - 8と共通デザインの一端に運転台を寄せた、当時の新三菱重工業三原製作所製ディーゼル機関車のスタンダードデザインに従うL形機とされており、出入りは側面の扉から行う方式に改められた。

### 主要機器
当初は日野ヂーゼル工業製バス・トラック用機関であるDA57を搭載していたが、勾配のある横河原線での運用においては出力がやや不足気味と判定され、機関の換装が実施された。
換装後は同じく日野ヂーゼル工業製でDB-2 - 8と共通のDL10が搭載され、大幅な出力アップが実現した。
変速機は4速の機械式、クラッチは乾板式で、動力は減速後2位側車端部床下のジャック軸に伝達され、ここからサイドロッドで各動軸を駆動する方式で首尾一貫した。
車輪は6からの流用品が使用され直径760mmとされたが、輪心そのものは新製されており、蒸気機関車時代とはスポークの本数もカウンターウェイトの寸法も異なったものとなっていた。
ブレーキは竣工当初より手用ブレーキに加えて自動空気ブレーキが搭載されており、エアタンクが床下に吊り下げられていたが、基礎ブレーキ装置そのものは蒸気機関車時代の蒸気ブレーキ用のものが一部手直しの上で流用されていた。
連結器は従来通り、開業以来のシングルバッファーを備えるねじ式連結器である。

## DB-2 - 8
DB-1の増備車として1953年から1954年にかけて新三菱重工業三原製作所で製造された。

### 車体
DB-1の項でも記したとおり、当時の新三菱重工業三原製作所製ディーゼル機関車のスタンダードデザインに従うL形機である。

### 主要機器
機関として日野ヂーゼル工業製のDL10を搭載して新造された。
当時、新三菱重工業では寒冷地における始動起動不良対策として機関の始動にセルモーターで小型ガソリンエンジンを始動し、その動力でもってディーゼルエンジン本体を始動する、2段構えの特殊な始動システムを標準的に採用していたが、本形式では低出力の小型機であったことから、通常通りのセルモーターによる直接始動システムが採用され、そのための蓄電池箱がボンネット脇の台枠上に載せられていた。
変速機をはじめとする駆動系の構成はDB-1と共通であるが、軸距こそ同じであるものの動輪直径は860mmと大型化しており、DB-1の改造後も台枠周辺の各部寸法等には相違点が残されていた。

## 運用
横河原・森松線において2軸客車を2両接合した木造2軸ボギー客車3両を1単位とする編成と組み合わせて単機で、多客時には客車2編成を重連で牽引して使用されたが、1965年12月の森松線廃止で余剰となったDB-1がまず廃車となり、残るDB-2 - 8も1967年10月の横河原線全線電化完成で不要となり、全車廃車となった。
その後、DB-4 - 8は解体処分されたが、DB-2はDB-1と改番の上で上述の客車3両＋2軸客車1両の1編成と共に梅津寺パークに保存され、DB-3は売却されて東海道本線石山駅の側線で入れ替え機として使用されていた。
これらについても1980年代までに廃車・解体処分となったため、いずれも現存しない。